# Сексбурга (королева Вессексу)
Сексбурга (давн-англ. SEAXBVRG; ? — після 674) — королева Вессексу в 672—674 роках.

## Життєпис
За однією з версій походила з родини конунгів сакського племені гевіссів та, свого часу, була їхньою спадковою королевою. За іншою версією належала до династії Вуффінгів, правителів Східної Англії. Була другою дружиною короля Кенвала. У 672—674 роках — співправителька Вессекса, одна з перших жінок, які були наділеними владою в англосаксонських королівствах. Про дітей Сексбурги та Кенвала нічого невідомо. Є версія, що у них були доньки, які стали дружинами королів Кента і Східної Англії.
У 674 році її було відсторонено від влади внаслідок змови. Новим королем став Кенфус. Сексбурга стала черницею в монастирі, згодом настоятелькою.